# کریس پوزنیاک
کریس پوزنیاک (انگلیسی: Chris Pozniak؛ زادهٔ ۱۰ ژانویهٔ ۱۹۸۱) بازیکن فوتبال اهل کانادا است.
از باشگاه‌هایی که در آن بازی کرده‌است می‌توان به باشگاه فوتبال تورنتو، باشگاه فوتبال داندی، باشگاه فوتبال سن‌خوزه ارث‌کوئیکز، باشگاه فوتبال ونکوور وایتکپس، باشگاه فوتبال چیواس یواس‌ای، و باشگاه فوتبال برینا اشاره کرد.
وی همچنین در تیم‌های ملی فوتبال Canada U-20 men's national soccer team و کانادا بازی کرده‌است.